# Шёпф, Алессандро
Алессандро Андре Шёпф (нем. Alessandro André Schöpf; 7 февраля 1994, Умхаузен, Тироль, Австрия) — австрийский футболист, полузащитник клуба «Ванкувер Уайткэпс» и сборной Австрии. Участник чемпионатов Европы 2016 и 2020 годов.

## Клубная карьера

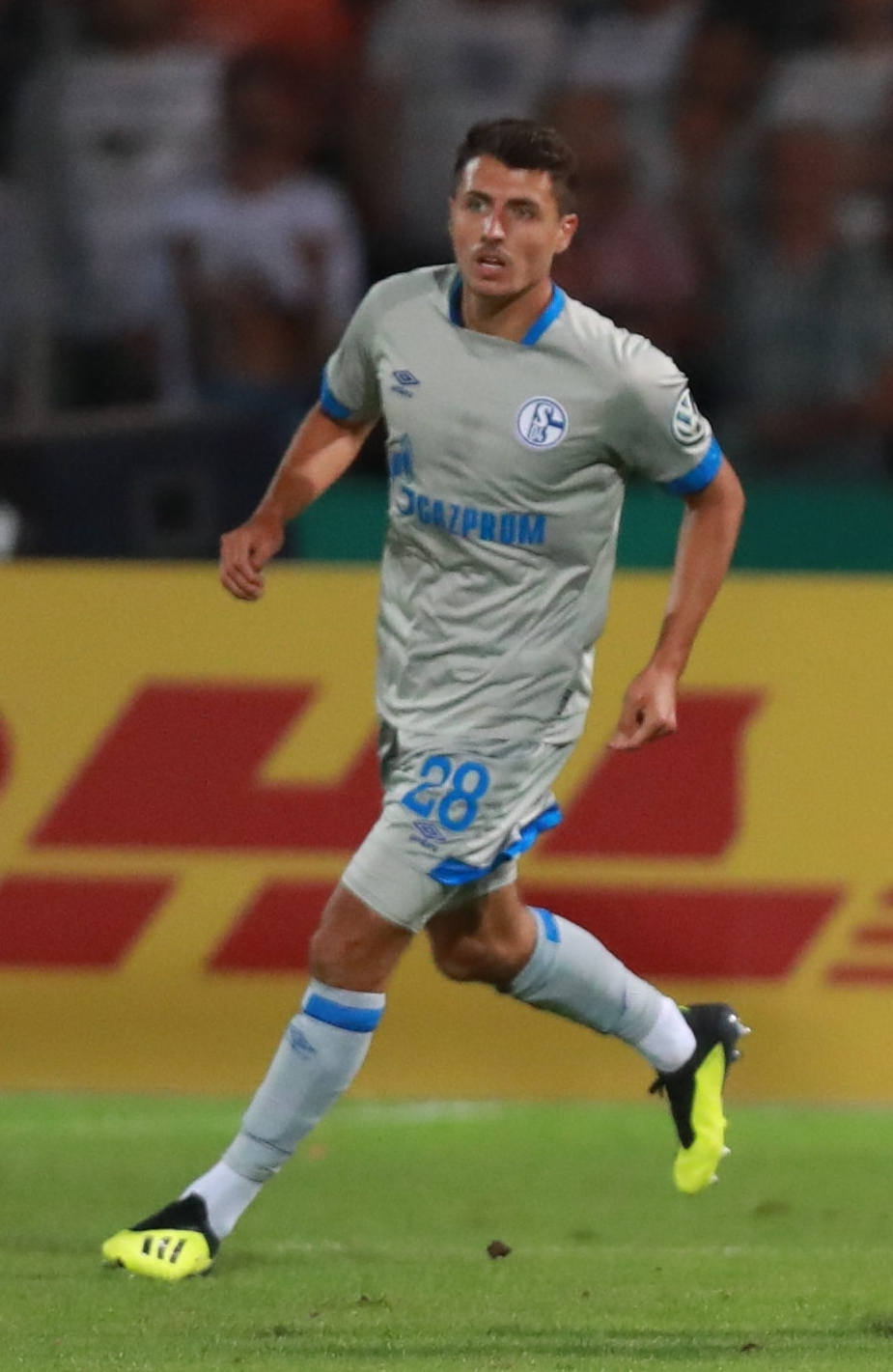
Шёпф в составе «Шальке 04»

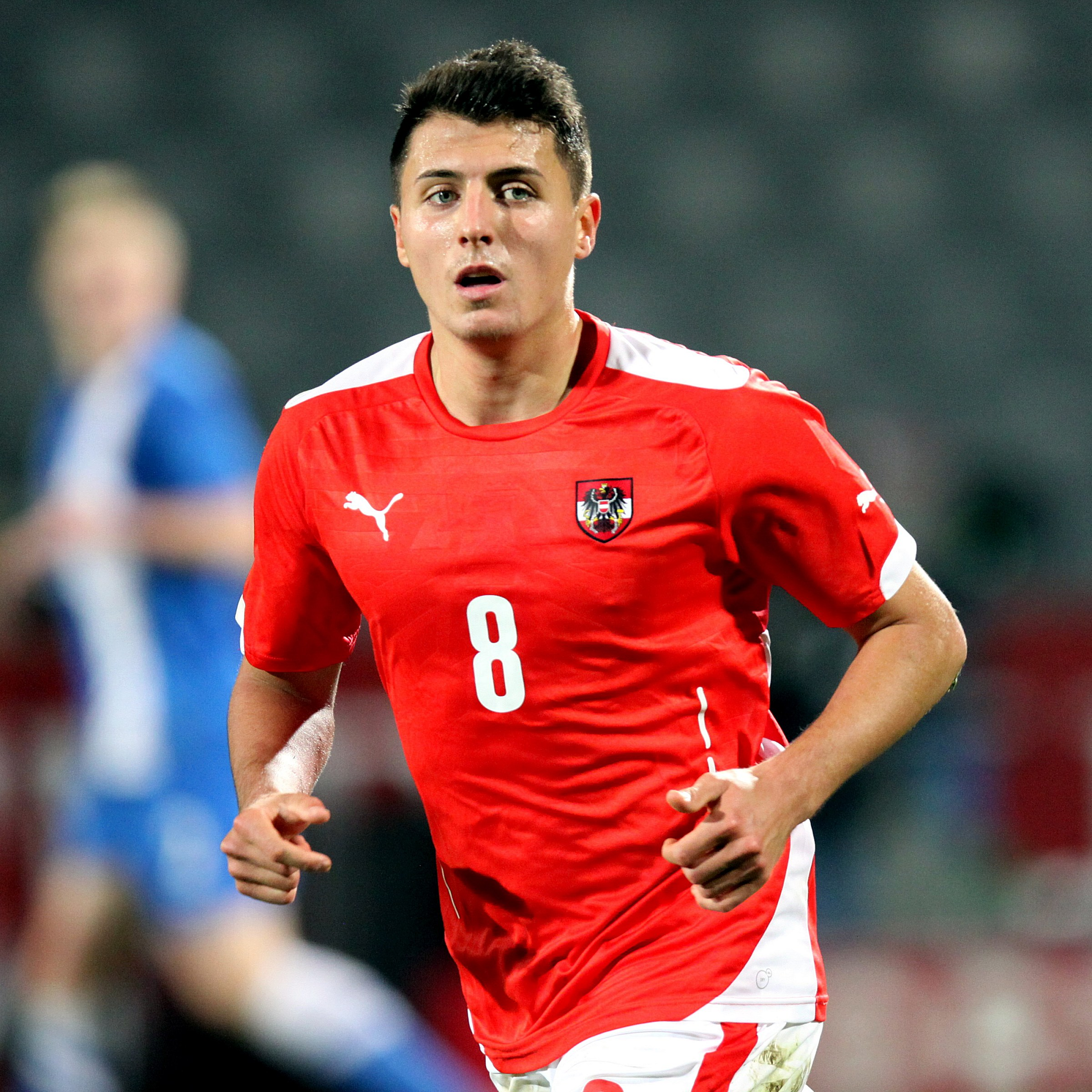
Шёпф в составе молодёжной сборной Австрии

Шёпф — воспитанник немецкого клуба «Бавария». С 2012 года он начал выступать за «Баварию II». По окончании сезона Алессандро был включён в заявку основы на сезон, но на поле так и не вышел.
Летом 2014 года он перешёл в «Нюрнберг». Сумма трансфера составила 400 тыс. евро. 3 августа в матче против «Эрцгебирге» Шёпф дебютировал во Второй Бундеслиге. 29 сентября в поединке против «Кайзерслаутерна» он сделал «дубль», забив свои первые голы за «Нюрнберг».
7 января 2016 года Алессандро перешёл в «Шальке 04», подписав контракт до лета 2019 года. Сумма трансфера составила 5 млн евро. 30 января в матче против «Дармштадт 98» он дебютировал в Бундеслиге, заменив во втором тайме Лероя Сане. 6 февраля в поединке против «Вольфсбурга» Шёпф забил свой первый гол за «Шальке».
19 июля 2021 года Шёпф на правах свободного агента перешёл в «Арминию Билефельд», подписав двухлетний контракт. После того как по итогам сезона 2021/22 «Арминия» выбыла из Бундеслиги, Шёпф покинул клуб.
3 августа 2022 года Шёпф присоединился к клубу MLS «Ванкувер Уайткэпс», подписав контракт до конца сезона 2024 с опцией продления на сезон 2025. В североамериканской лиге он дебютировал 13 августа в матче против «Лос-Анджелес Гэлакси», заменив во втором тайме Юлиана Гресселя.

## Международная карьера
26 марта 2016 года в товарищеском матче против сборной Албании Шёпф дебютировал за сборную Австрии, заменив во втором тайме Давида Алабу. 31 мая в поединке против сборной Мальты он забил свой первый гол за национальную команду.
Летом 2016 года Шёпф попал в заявку сборной на участие в чемпионате Европы во Франции. На турнире он сыграл в матчах против команд Венгрии, Португалии и Исландии. В поединке против исландцев Алессандро забил гол.

### Голы за сборную Австрии
| #   | Дата            | Место                                             | Противник | Счёт | Результат | Соревнование                      |
| --- | --------------- | ------------------------------------------------- | --------- | ---- | --------- | --------------------------------- |
| 01. | 31 мая 2016     | Вёртерзе-Штадион, Клагенфурт-ам-Вёртерзе, Австрия | Мальта    | 2:0  | 2:1       | Товарищеский матч                 |
| 02. | 22 июня 2016    | Стад де Франс, Сен-Дени, Франция                  | Исландия  | 1:1  | 2:1       | Чемпионат Европы 2016             |
| 03. | 30 мая 2018     | Тиволи Штадион Тироль, Инсбрук, Австрия           | Россия    | 1:0  | 1:0       | Товарищеский матч                 |
| 04. | 2 июня 2018     | Вёртерзе-Штадион, Клагенфурт-ам-Вёртерзе, Австрия | Германия  | 2:1  | 2:1       | Товарищеский матч                 |
| 05. | 14 октября 2020 | Илье Оанэ, Плоешти, Румыния                       | Румыния   | 1:0  | 1:0       | Лига наций УЕФА 2020/2021. Лига B |
| 06. | 29 марта 2022   | Эрнст-Хаппель-Штадион, Вена, Австрия              | Шотландия | 2:2  | 2:2       | Товарищеский матч                 |